# Nettuno (astronomia)
Nettuno è l'ottavo e più lontano pianeta del Sistema solare partendo dal Sole. Si tratta del quarto pianeta più grande, considerando il suo diametro, e il terzo se si considera la sua massa. Nettuno ha 17 volte la massa della Terra ed è leggermente più massiccio del suo quasi-gemello Urano, la cui massa è uguale a 15 masse terrestri, ma è meno denso rispetto a Nettuno. Il nome del pianeta è dedicato al dio romano del mare (Nettuno); il suo simbolo è ♆ (), una versione stilizzata del tridente di Nettuno.
Scoperto la sera del 23 settembre 1846 da Johann Gottfried Galle, con il telescopio dell'Osservatorio astronomico di Berlino, e da Heinrich Louis d'Arrest, uno studente di astronomia che lo assisteva, Nettuno fu il primo pianeta ad essere stato trovato tramite calcoli matematici più che attraverso regolari osservazioni (fu scoperto nella costellazione del Capricorno, vicino Deneb Algedi): cambiamenti insoliti nell'orbita di Urano indussero gli astronomi a credere che vi fosse, all'esterno, un pianeta sconosciuto che ne perturbava l'orbita. Il pianeta fu scoperto entro appena un grado dal punto previsto. La luna Tritone fu individuata poco dopo, ma nessuno degli altri 15 satelliti naturali di Nettuno fu scoperto prima del XX secolo. Il pianeta è stato visitato da una sola sonda spaziale, la Voyager 2, che transitò vicino ad esso il 25 agosto 1989.
Nettuno ha una composizione simile a quella di Urano ed entrambi hanno composizioni differenti da quelle dei più grandi pianeti gassosi Giove e Saturno. Per questo sono talvolta classificati in una categoria separata, i cosiddetti "giganti ghiacciati". L'atmosfera di Nettuno, sebbene simile a quelle sia di Giove che di Saturno essendo composta principalmente da idrogeno ed elio, possiede anche maggiori proporzioni di "ghiacci", come acqua, ammoniaca e metano, assieme a tracce di idrocarburi e forse azoto. In contrasto, l'interno del pianeta è composto essenzialmente da ghiacci e rocce come il suo simile Urano. Le tracce di metano presenti negli strati più esterni dell'atmosfera contribuiscono a conferire al pianeta Nettuno il suo colore verde acqua, come Urano.
Nettuno possiede i venti più forti di ogni altro pianeta nel Sistema Solare. Sono state misurate raffiche a velocità superiori ai 2100 km/h. All'epoca del sorvolo da parte della Voyager 2, nel 1989, l'emisfero sud del pianeta possedeva una Grande Macchia Scura analoga alla Grande Macchia Rossa di Giove; la temperatura delle nubi più alte di Nettuno era di circa −218 °C, una delle più fredde del Sistema solare, a causa della grande distanza dal Sole. La temperatura al centro del pianeta è di circa 7000 °C, comparabile con la temperatura superficiale del Sole e simile a quella del nucleo di molti altri pianeti conosciuti. Il pianeta possiede inoltre un debole sistema di anelli, scoperto negli anni sessanta ma confermato solo dalla Voyager 2.

## Osservazione

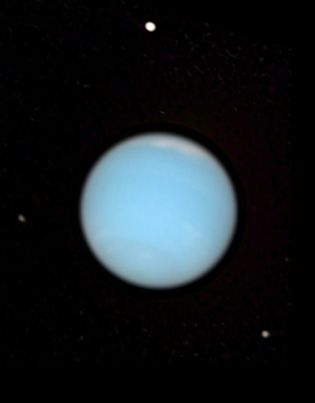
Immagine di Nettuno raccolta nel visibile dal Telescopio spaziale Hubble

Nettuno è invisibile ad occhio nudo dalla Terra; la sua magnitudine apparente, sempre compresa fra la 7,7 e la 8,0 necessita almeno di un binocolo per permettere l'individuazione del pianeta.
Visto attraverso un grande telescopio, Nettuno appare come un piccolo disco bluastro dal diametro apparente di 2,2–2,4 secondi d'arco simile nell'aspetto ad Urano. Il colore è dovuto alla presenza di metano nell'atmosfera nettuniana, in ragione del 2%. Si è avuto un netto miglioramento nello studio visuale del pianeta dalla Terra con l'avvento del Telescopio spaziale Hubble e dei grandi telescopi a terra con ottiche adattive. Le immagini migliori ottenibili dalla Terra permettono oggi di individuarne le formazioni nuvolose più pronunciate e le regioni polari, più chiare del resto dell'atmosfera. Con strumenti meno precisi è impossibile individuare qualsiasi formazione superficiale del pianeta, ed è preferibile dedicarsi alla ricerca del suo satellite principale, Tritone.
Ad osservazioni nelle frequenze radio, Nettuno appare essere la sorgente di due emissioni: una continuata e piuttosto debole, l'altra irregolare e più energetica. Gli studiosi ritengono che entrambe siano generate dal campo magnetico rotante del pianeta. Le osservazioni nell'infrarosso esaltano le formazioni nuvolose del pianeta, che brillano luminose sullo sfondo più freddo, e permettono di determinarne agevolmente le forme e le dimensioni.
Fra il 2010 ed il 2011 Nettuno ha completato la sua prima orbita attorno al Sole dal 1846, quando venne scoperto da Johann Galle, ed è stato quindi osservabile in prossimità delle coordinate a cui è stato scoperto.

## Storia delle osservazioni
La prima osservazione certa di Nettuno fu effettuata da Galileo Galilei, il 27 dicembre 1612, che disegnò la posizione del pianeta sulle proprie carte astronomiche scambiandolo per una stella fissa. Per una coincidenza fortuita, in quel periodo il moto apparente di Nettuno era eccezionalmente lento, perché proprio quel giorno aveva iniziato a percorrere il ramo retrogrado del suo moto apparente in cielo, e non poteva essere individuato mediante i primitivi strumenti di Galilei.
Qualche giorno dopo, il 4 gennaio 1613, si verificò addirittura l'occultazione di Nettuno da parte di Giove: se Galileo avesse continuato ancora per qualche giorno le sue osservazioni, avrebbe dunque osservato la prima occultazione dell'era telescopica.
La scoperta del pianeta dovette invece aspettare fino alla metà del XIX secolo.

### La scoperta
Quando nel 1821 Alexis Bouvard pubblicò il primo studio dei parametri orbitali di Urano divenne chiaro agli astronomi che il moto del pianeta divergeva in maniera apprezzabile dalle previsioni teoriche; il fenomeno poteva essere spiegato solo teorizzando la presenza di un altro corpo di notevoli dimensioni nelle regioni più esterne del sistema solare.

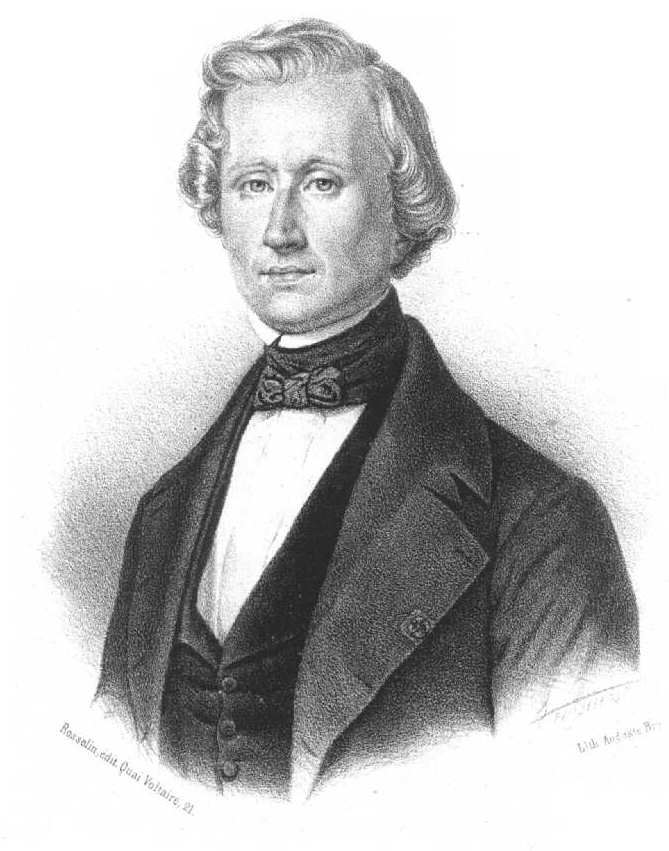
Urbain Le Verrier.

Indipendentemente fra loro il matematico del Regno Unito John Couch Adams (nel 1843) ed il francese Urbain Le Verrier (nel 1846) teorizzarono con buona approssimazione posizione e massa di questo presunto nuovo pianeta. Mentre le ricerche di Adams vennero trascurate dall'astronomo del Regno Unito George Airy, cui egli si era rivolto per sottolineare la necessità di ricercare il nuovo pianeta nella posizione trovata, quelle di Le Verrier vennero applicate da due astronomi dell'Osservatorio di Berlino, Johann Gottfried Galle e Heinrich d'Arrest: dopo meno di mezz'ora dall'inizio delle ricerche − aiutati dall'utilizzo di una carta stellare della regione in cui si sarebbe dovuto trovare Nettuno che avevano compilato le notti precedenti e con cui confrontarono le osservazioni − il 23 settembre 1846 i due individuarono il pianeta a meno di un grado dalla posizione prevista da Le Verrier (ed a dodici gradi dalla posizione prevista da Adams).
Nel giugno del 1846 Le Verrier aveva pubblicato una stima della posizione del pianeta simile a quanto calcolato da Adams. Ciò aveva spinto Airy a sollecitare il direttore dell'osservatorio di Cambridge, James Challis, a cercare il pianeta. Challis aveva quindi setacciato il cielo tra agosto e settembre, ma invano. Dopo che Galle ebbe comunicato l'avvenuta scoperta, Challis realizzò di aver osservato il pianeta due volte in agosto, ma di non averlo identificato a causa della metodologia con cui aveva affrontato la ricerca.
Sulla scia della scoperta si sviluppò un'accesa rivalità tra astronomi di Francia e del Regno Unito sulla priorità della scoperta, da cui emerse infine il consenso internazionale che entrambi, Le Verrier ed Adams, ne meritassero il credito. La questione è stata riaperta nel 1998, dopo la morte dell'astronomo Olin Eggen, dal ritrovamento di un fascicolo, chiamato "Neptune papers", di cui Eggen era in possesso. Il fascicolo contiene documenti storici provenienti dall'Osservatorio reale di Greenwich che sembra siano stati rubati dallo stesso Eggen e nascosti per quasi tre decenni. Dopo aver preso visione di tali documenti alcuni storici suggeriscono che Adams non meriti egual credito di Le Verrier. Dal 1966 Dennis Rawlins ha messo in discussione la credibilità della rivendicazione di co-scoperta di Adams. In un articolo del 1992 sul suo giornale, Dio, ha espresso l'opinione che la rivendicazione britannica sia un "furto". Nel 2003 Nicholas Kollerstrom dell'University College London ha detto: «Adams ha eseguito alcuni calcoli ma era piuttosto incerto su dove diceva che fosse Nettuno».

### La denominazione
Poco dopo la scoperta ci si riferiva a Nettuno semplicemente come al "pianeta più esterno di Urano". Galle fu il primo a suggerire un nome e propose di nominarlo in onore del dio Giano. In Inghilterra Challis avanzò il nome Oceano.
Rivendicando il diritto a denominare il nuovo pianeta da lui scoperto, Le Verrier propose il nome Nettuno, affermando falsamente, tra l'altro, che il nome fosse stato già ufficialmente approvato dal Bureau des longitudes francese. In ottobre cercò di nominare il pianeta Le Verrier, dal proprio nome, e fu patriotticamente supportato dal direttore dell'Osservatorio di Parigi, François Arago. Sebbene questa proposta incontrò una dura opposizione al di fuori della Francia, gli almanacchi francesi reintrodussero rapidamente il nome Herschel per Urano, dal nome del suo scopritore William Herschel, e Leverrier per il nuovo pianeta.
Il 29 dicembre 1846 Friedrich von Struve si espresse pubblicamente in favore del nome Nettuno presso l'Accademia delle Scienze di San Pietroburgo ed in pochi anni Nettuno divenne il nome universalmente accettato. Nella mitologia romana, Nettuno è il dio del mare, identificato con il greco Poseidone. La richiesta di un nome mitologico sembrava in linea con la nomenclatura degli altri pianeti che prendono il proprio nome da divinità romane, ad eccezione soltanto della Terra e di Urano, che lo trae invece da una divinità della mitologia greca.

### Dal 1850 ad oggi

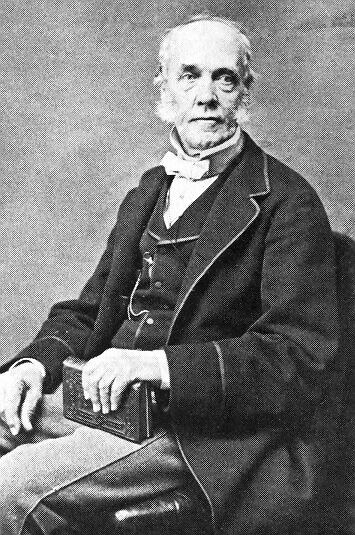
William Lassell.

Già il 10 ottobre 1846, dopo diciassette giorni dalla scoperta di Nettuno, l'astronomo inglese William Lassell scoprì il suo principale satellite Tritone.
Alla fine dell'Ottocento fu ipotizzato che presunte irregolarità osservate nel moto di Urano e Nettuno derivassero dalla presenza di un altro pianeta più esterno. Dopo estese campagne di ricerca, Plutone fu scoperto il 18 febbraio 1930 alle coordinate previste dai calcoli di William Henry Pickering e Percival Lowell per il nuovo pianeta. Tuttavia il nuovo pianeta era troppo lontano perché potesse generare le irregolarità riscontrate nel moto di Urano, mentre quelle riscontrate nel moto di Nettuno derivavano da un errore nella stima della massa del pianeta (che fu individuato con la missione Voyager 2) e che era all'origine, tra l'altro, delle irregolarità di Urano. La scoperta di Plutone fu quindi piuttosto fortuita.
A causa della sua grande distanza le conoscenze su Nettuno rimasero frammentarie almeno fino alla metà del Novecento quando Gerard Kuiper scoprì la sua seconda luna, Nereide. Negli anni settanta e ottanta si accumularono indizi sulla probabile presenza di anelli o archi di anelli. Nel 1981 Harold Reitsema scoprì il suo terzo satellite Larissa.
Nell'agosto 1989 le conoscenze ricevettero una enorme spinta in avanti dal sorvolo della prima sonda automatica inviata ad esplorare i dintorni del pianeta, la Voyager 2. La sonda individuò importanti dettagli dell'atmosfera del pianeta, confermò l'esistenza di ben cinque anelli ed individuò nuovi satelliti oltre a quelli già scoperti dalla Terra.

### Missioni spaziali

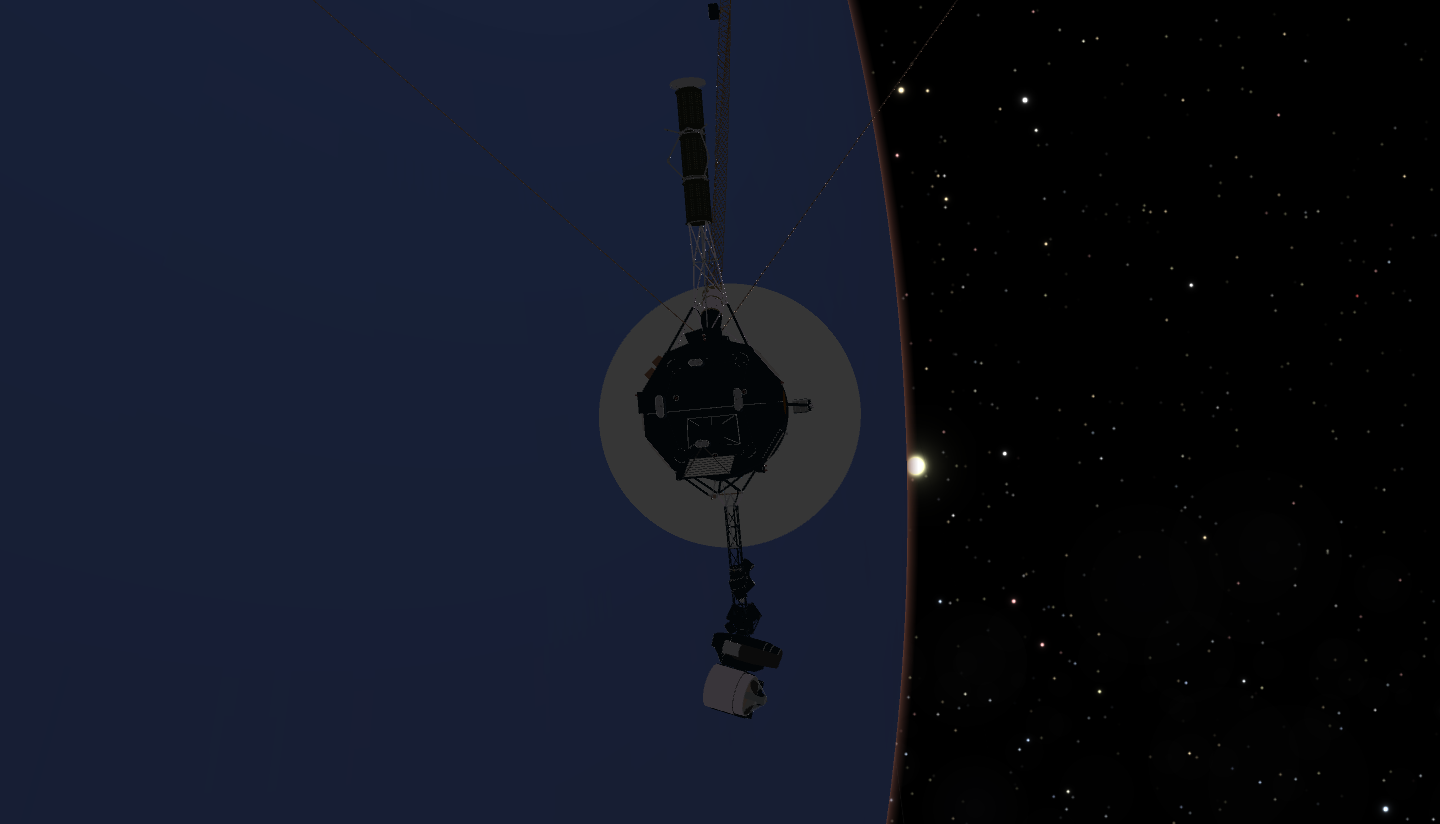
La sonda Voyager 2 mentre sorvola Nettuno (rappresentazione artistica).

L'unica sonda spaziale ad aver visitato Nettuno è stata la Voyager 2, nel 1989; con un sorvolo ravvicinato del pianeta la Voyager ha permesso di individuarne le principali formazioni atmosferiche, alcuni anelli e numerosi satelliti. Il 25 agosto 1989 la sonda ha sorvolato il polo nord di Nettuno ad una quota di 4950 km per poi dirigersi verso Tritone, il satellite maggiore, raggiungendo una distanza minima di circa 40000 km.
Dopo le ultime misure scientifiche condotte durante la fase di allontanamento dal gigante gassoso, il 2 ottobre 1989, tutti gli strumenti della sonda sono stati spenti, lasciando in funzione solamente lo spettrometro ultravioletto. Voyager 2 iniziava così una lunga marcia verso lo spazio interstellare, alla velocità di 470 milioni di chilometri all'anno; l'inclinazione della sua traiettoria rispetto all'eclittica è di circa 48°. Si ritiene che, al ritmo attuale, la Voyager 2 passerà a 4,3 anni luce dal sistema di Sirio tra 296 000 anni.
Negli anni duemila la NASA aveva concepito due possibili missioni: un orbiter, il cui lancio non è previsto prima del 2040 ed una sonda (Argo) che avrebbe dovuto effettuare un fly-by del pianeta per proseguire verso due o tre oggetti della fascia di Kuiper, la cui ultima finestra favorevole di lancio era prevista per il 2019. La missione non fu tuttavia formalmente proposta per la carenza di plutonio-238 che avrebbe dovuto alimentare il generatore termoelettrico a radioisotopi. Nel 2020 la NASA ha presentato una proposta di una missione scientifica per lo studio di Nettuno e dei suoi satelliti, in particolare di Tritone, denominato Neptune Odissey. Il lancio sarebbe previsto nel 2033 e l'arrivo a Nettuno nel 2049.
Dal 2018, l'Agenzia spaziale cinese studia un progetto per una coppia di sonde simili alle Voyager, provvisoriamente conosciute come Interstellar Express o Interstellar Heliosphere Probe. Entrambe le sonde saranno lanciate contemporaneamente nel 2024 e seguiranno percorsi diversi per esplorare le estremità opposte dell'eliosfera; la seconda sonda, IHP-2, sorvolerà Nettuno nel gennaio 2038, passando a soli 1.000 km dalla sommità delle nubi, e potrebbe rilasciare una piccola sonda nell'atmosfera durante il sorvolo.
ODINUS invece è una proposta di missione dell'Agenzia spaziale europea nell'ambito del programma Cosmic Vision. Il progetto prevede l'invio di due orbiter gemelli, uno con destinazione Urano e l'altro diretto verso Nettuno, chiamati rispettivamente Freyr e Freyja e il cui lancio sarebbe previsto per il 2034. Nonostante non sia stata selezionata nel 2014 il progetto ha riscosso interesse e potrebbe essere ridiscusso anche nell'ambito di una collaborazione con la NASA. Il problema maggiore è infatti legato dalla grande distanza di Nettuno dal Sole che non permette l'uso dei panelli solari come fonte di alimentazione, e l'ESA non ha disponibilità di plutonio-238 per un generatore termoelettrico a radioisotopi, mentre la NASA ha aperto da pochi anni un impianto di produzione di plutonio a scopi aeronautici, dopo che gli impianti per la produzione di armi nucleari sono stati dismessi nel secolo scorso.

## Parametri orbitali e rotazione

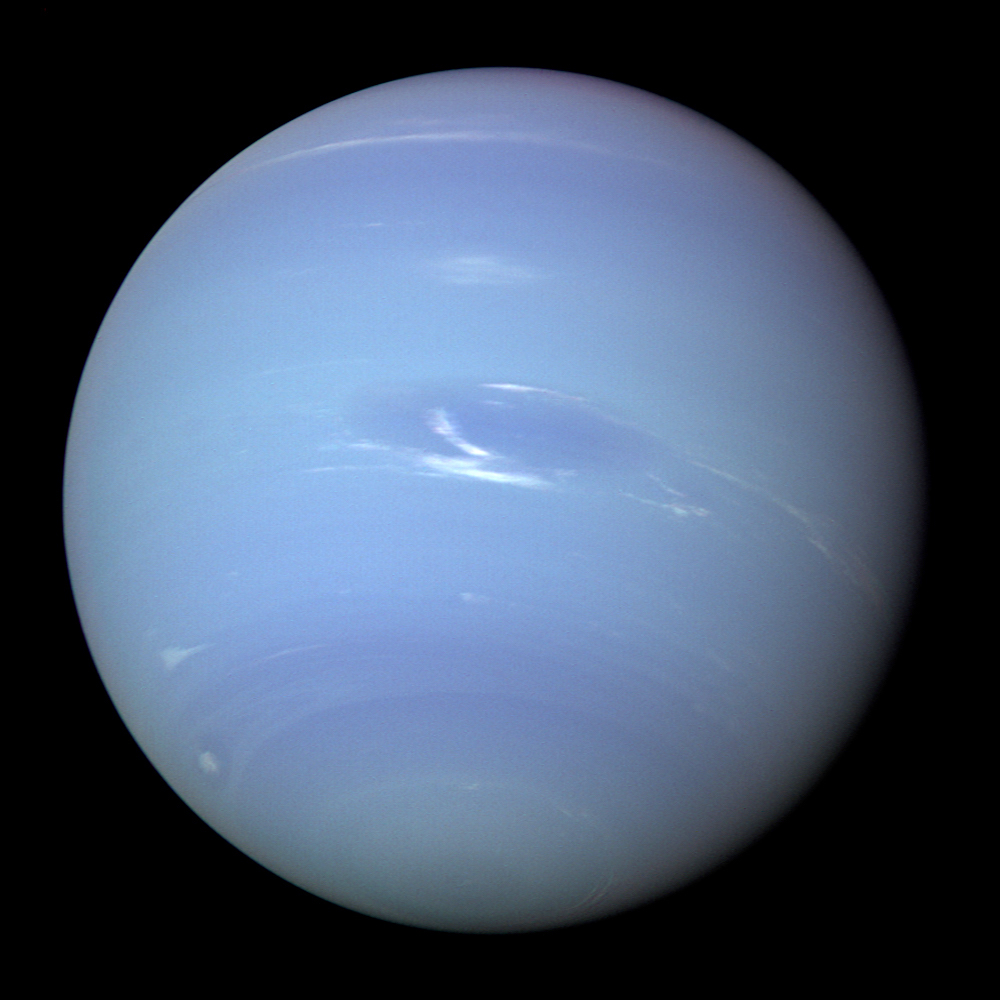
L'ultima immagine dell'intero disco di Nettuno ripresa dalla Voyager 2 prima del massimo avvicinamento

Il pianeta compie una rivoluzione attorno al Sole in circa 164,79 anni. Con una massa pari a circa 17 volte quella terrestre ed una densità media di 1,64 volte quella dell'acqua, Nettuno è il più piccolo e più denso fra i pianeti giganti del sistema solare. Il suo raggio equatoriale, ponendo lo zero altimetrico alla quota in cui la pressione atmosferica vale 1000 hPa, è di 24764 km.
L'orbita di Nettuno è caratterizzata da un'inclinazione di 1,77° rispetto al piano dell'eclittica e da un'eccentricità di 0,011. In conseguenza di ciò la distanza tra Nettuno ed il Sole varia di 101 milioni di chilometri tra perielio ed afelio, i punti dell'orbita in cui il pianeta è rispettivamente più vicino e più lontano al Sole.
Nettuno compie una rotazione completa intorno al proprio asse in circa 16,11 ore. L'asse è inclinato di 28,32° rispetto al piano orbitale, valore simile all'angolo d'inclinazione dell'asse della Terra (23°) e di Marte (25°). Di conseguenza i tre pianeti sperimentano cambiamenti stagionali simili. Tuttavia il lungo periodo orbitale implica che su Nettuno ciascuna stagione abbia una durata di circa quaranta anni terrestri.
Poiché Nettuno non è un corpo solido, la sua atmosfera presenta una rotazione differenziale: le ampie fasce equatoriali ruotano con un periodo di circa 18 ore, superiore al periodo di rotazione del campo magnetico del pianeta che è pari a 16,1 ore; le regioni polari invece completano una rotazione in 12 ore. Nettuno presenta la rotazione differenziale più marcata del sistema solare che origina forti venti longitudinali.

### Oggetti transnettuniani

Il diagramma mostra le risonanze orbitali nella Fascia di Kuiper causate da Nettuno: nelle regioni evidenziate orbitano gli oggetti con una risonanza 2:3 con Nettuno (i plutini), gli oggetti classici della Fascia di Kuiper (i cubewani) e gli oggetti con una risonanza 1:2 con Nettuno (i twotini).

Le nuove scoperte di moltissimi corpi celesti nel sistema solare esterno hanno portato gli astronomi a coniare un nuovo termine, oggetto transnettuniano, che designa qualsiasi oggetto orbitante oltre l'orbita di Nettuno (o comunque formatosi in quella regione).
Nettuno ha un impatto profondo sulla regione subito oltre la sua orbita, da 30 au fino a 55 au dal Sole e conosciuta come fascia di Kuiper, un anello di piccoli mondi ghiacciati simile alla Fascia principale degli asteroidi, ma molto più vasto. Così come la gravità di Giove domina la Fascia principale, definendone la forma, così la gravità di Nettuno domina completamente la Fascia di Kuiper. Nel corso della storia del Sistema solare, la gravità di Nettuno ha destabilizzato alcune regioni della Fascia, creandovi dei vuoti. La zona compresa tra 40 e 42 UA ne è un esempio.
All'interno di queste regioni vuote esistono tuttavia orbite seguendo le quali alcuni oggetti hanno potuto sopravvivere nei miliardi di anni che hanno portato all'attuale struttura del Sistema solare. Queste orbite presentano fenomeni di risonanza con Nettuno, cioè gli oggetti che le percorrono completano un'orbita intorno al Sole in una precisa frazione del periodo orbitale di Nettuno. Se un corpo completa una propria orbita per ogni due orbite di Nettuno avrà completato metà della sua orbita ogni volta che il pianeta ritorna alla sua posizione iniziale. La popolazione di oggetti risonanti più numerosa, con più di 200 oggetti noti, presenta una risonanza 2:3 con il pianeta. Tali oggetti, che completano un'orbita per ogni orbita e mezzo di Nettuno, sono stati chiamati plutini dal nome del più grande fra essi, Plutone. Sebbene Plutone attraversi l'orbita di Nettuno regolarmente, la risonanza garantisce che essi non potranno mai collidere. Un altro importante gruppo della Fascia di Kuiper è quello dei twotini, che sono caratterizzati da una risonanza 2:1; ci sono poi oggetti che presentano anche altri rapporti di risonanza, ma non sono molto numerosi. Altri rapporti che sono stati osservati comprendono: 3:4, 3:5, 4:7 e 2:5.
È curioso osservare che a causa dell'alta eccentricità dell'orbita di Plutone, periodicamente Nettuno viene a trovarsi più lontano dal Sole di quest'ultimo, come è accaduto fra il 1979 ed il 1999.
Nettuno possiede inoltre un certo numero di asteroidi troiani, che occupano le regioni gravitazionalmente stabili che precedono e seguono il pianeta sulla sua orbita ed identificate come L4 e L5. Gli asteroidi troiani sono spesso descritti anche come oggetti in risonanza 1:1 con Nettuno. Sono notevolmente stabili nelle loro orbite ed è improbabile che siano stati catturati dal pianeta, ma si ritiene piuttosto che si siano formati con esso.

## Formazione e migrazione

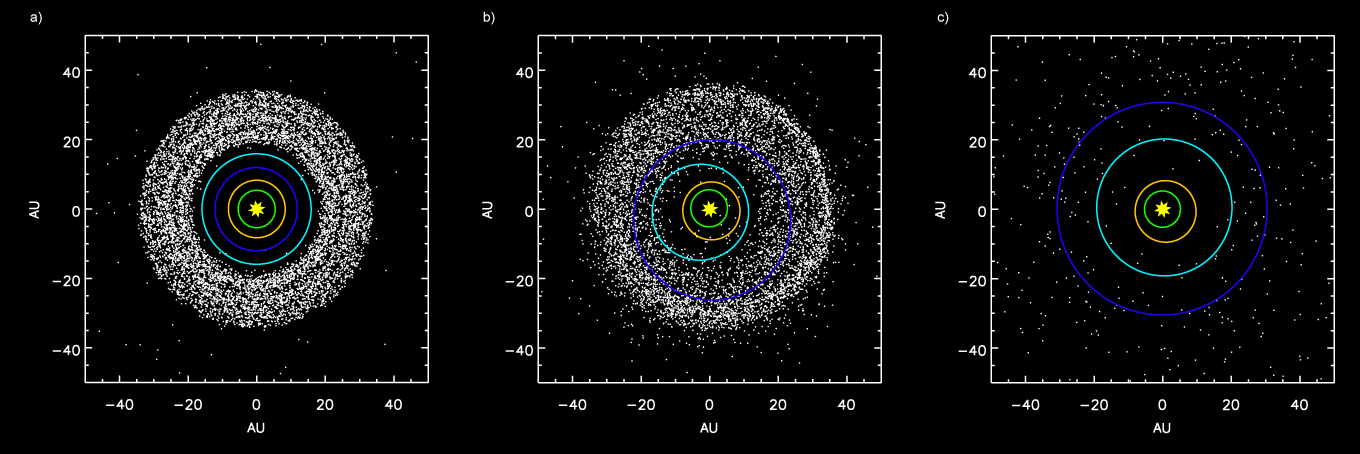
Una serie di immagini che mostra i reciproci rapporti tra i pianeti esterni e la Fascia di Kuiper secondo il modello di Nizza: a) Prima della risonanza Giove/Saturno 2:1 b) Spostamento degli oggetti della Cintura di Kuiper nel sistema solare dopo lo slittamento dell'orbita di Nettuno c) Dopo l'espulsione dei corpi della Fascia di Kuiper ad opera di Giove.

La formazione dei giganti ghiacciati, Nettuno e Urano, è difficile da spiegare con esattezza. I modelli correnti suggeriscono che la densità di materia delle regioni più esterne del Sistema solare fosse troppo bassa per formare corpi così grandi tramite il meccanismo tradizionalmente accettato dell'accrezione e sono state avanzate varie ipotesi per spiegare la loro evoluzione. Una è quella secondo cui i giganti ghiacciati non si siano formati tramite l'accrezione del nucleo, ma dalle instabilità dell'originario disco protoplanetario e, in seguito, la loro atmosfera sarebbe stata spazzata via dalle radiazioni di una stella massiccia di classe spettrale O B molto vicina. Un concetto alternativo è quello secondo cui si formarono più vicini al Sole, dove la densità di materia era più elevata, e poi migrarono verso le attuali orbite.
L'ipotesi della migrazione è favorita dalla sua caratteristica di poter spiegare le attuali risonanze orbitali nella Fascia di Kuiper, in particolare la risonanza 2:5. Quando Nettuno migrò verso l'esterno, si scontrò con gli oggetti della proto-fascia di Kuiper, creando nuove risonanze e mandando in caos le altre orbite. Si crede che gli oggetti nel disco diffuso siano stati spinti nelle attuali posizioni da interazioni con le risonanze create dalla migrazione di Nettuno. Il modello di Nizza, un modello formulato al computer nel 2004 da Alessandro Morbidelli dell'Osservatorio della Costa Azzurra a Nizza, suggerisce che la migrazione di Nettuno nella Fascia di Kuiper potrebbe essere stata provocata dalla formazione di una risonanza 1:2 nelle orbite di Giove e Saturno, che creò una spinta gravitazionale che mandò sia Urano che Nettuno verso orbite più alte causando così il loro spostamento. L'espulsione risultante di oggetti dalla proto-fascia di Kuiper potrebbe anche spiegare l'intenso bombardamento tardivo avvenuto circa 600 milioni di anni dopo la formazione del Sistema solare e la comparsa degli asteroidi troiani di Giove.

## Massa e dimensioni

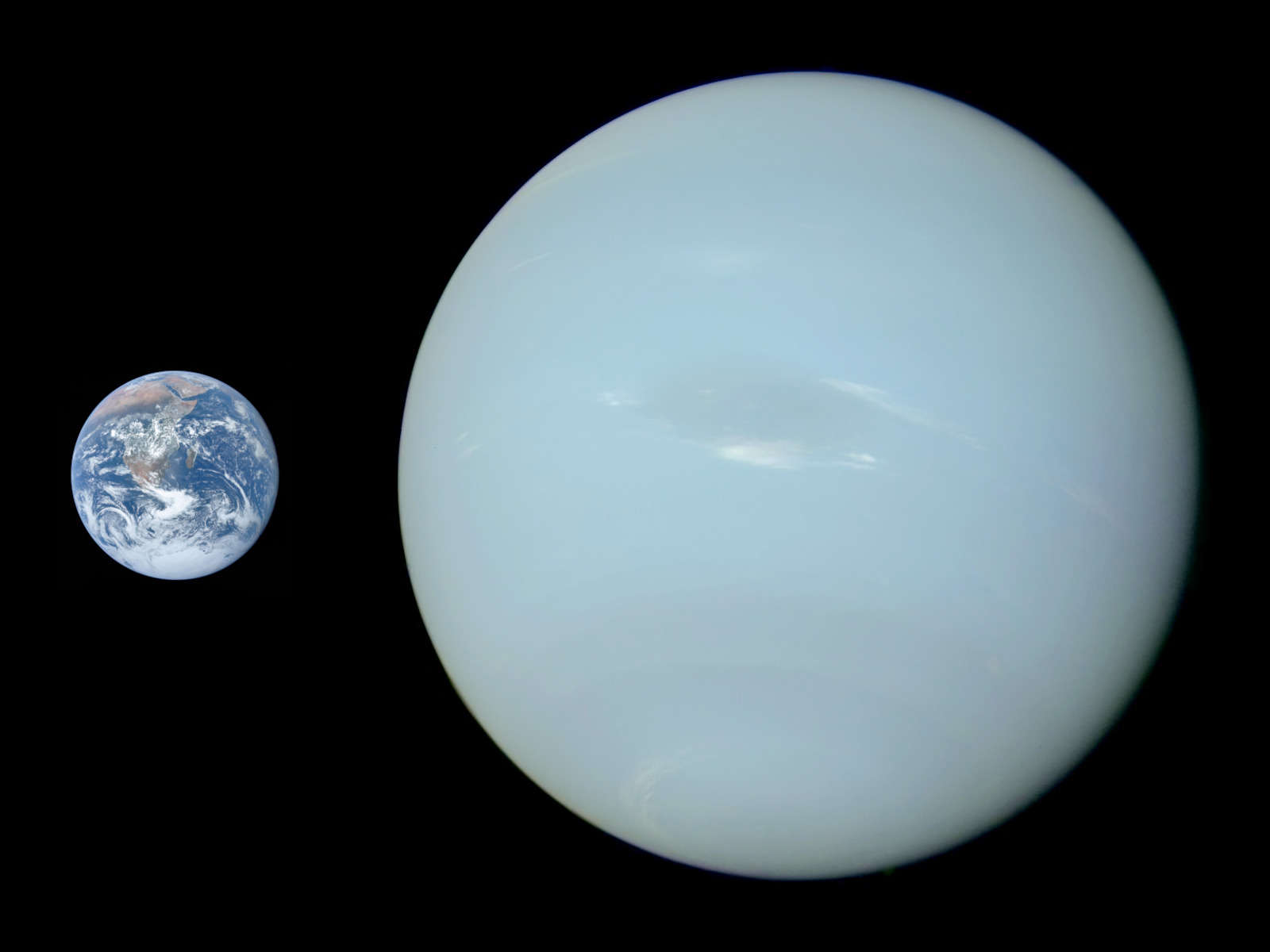
Le dimensioni di Terra e Nettuno a paragone.

Con una massa di 1,0243×1026 kg Nettuno è un corpo intermedio fra la Terra ed i grandi giganti gassosi: la sua massa è diciassette volte quella della Terra, ma è appena un diciannovesimo di quella di Giove. Il raggio equatoriale del pianeta è di 24764 km, circa quattro volte maggiore di quello della Terra. Nettuno ed Urano sono spesso considerati come una sottoclasse di giganti, chiamata "giganti ghiacciati", a causa delle loro dimensioni inferiori e alla più alta concentrazione di sostanze volatili rispetto a Giove e Saturno. Nella ricerca di pianeti extrasolari Nettuno è stato usato come termine di paragone: i pianeti scoperti con una massa simile sono detti infatti "pianeti nettuniani", così come gli astronomi si riferiscono ai vari "pianeti gioviani".

## Struttura interna
La struttura interna di Nettuno ricorda quella di Urano; la sua atmosfera forma circa il 5-10% della massa del pianeta, estendendosi dal 10 al 20% del suo raggio, dove raggiunge pressioni di circa 10 gigapascal. Nelle regioni più profonde sono state trovate concentrazioni crescenti di metano, ammoniaca e acqua.

La struttura interna di Nettuno:
1. Atmosfera superiore, sommità delle nubi.
2. Atmosfera inferiore, costituita da idrogeno, elio e gas metano.
3. Mantello d'acqua, ammoniaca e metano ghiacciato.
4. Nucleo di roccia e ghiaccio.

Gradualmente questa regione più calda e oscura condensa in un mantello liquido surriscaldato, dove le temperature raggiungono valori compresi fra i 2000 K ed i 5000 K. Il mantello possiede una massa di 10-15 masse terrestri ed è ricco di acqua, ammoniaca, metano ed altre sostanze. Come è solito nelle scienze planetarie, questa mistura è chiamata "ghiacciata", sebbene sia in realtà un fluido caldo e molto denso. Questo fluido, che possiede un'elevata conduttività elettrica, è talvolta chiamato "oceano di acqua e ammoniaca". Alla profondità di 7000 km, lo scenario potrebbe essere quello in cui il metano si decompone in cristalli di diamante e precipita verso il centro.
Il nucleo planetario di Nettuno è composto da ferro, nichel e silicati; i modelli forniscono una massa di circa 1,2 masse terrestri. La pressione del nucleo è di 7 Mbar, milioni di volte superiore a quella della superficie terrestre, e la temperatura potrebbe essere sui 5400 K.

### Calore interno
Si ritiene che le maggiori variazioni climatiche di Nettuno, comparate con quelle di Urano, siano dovute in parte al suo calore interno più elevato. Sebbene Nettuno sia distante dal Sole una volta e mezzo più di Urano e riceva quindi solo il 40% della quantità di luce, la superficie dei due pianeti è grosso modo uguale. Le regioni più superficiali della troposfera di Nettuno raggiungono la bassa temperatura di −221,4 °C. Alla profondità in cui la pressione atmosferica è pari a 1 bar la temperatura è di −201,15 °C. In profondità nello strato di gas, tuttavia, la temperatura sale costantemente; così come Urano, la sorgente di questo riscaldamento è sconosciuta, ma la discrepanza è maggiore: Urano irradia solo 1,1 volte la quantità di energia che riceve dal Sole, mentre Nettuno ne irradia 2,61 volte tanto, indicando che la sua sorgente interna di calore genera il 161% in più dell'energia ricevuta dal Sole. Nettuno è il pianeta del Sistema solare più lontano dal Sole, ma la sua sorgente interna di energia è sufficiente a causare i venti planetari più veloci visti in tutto il Sistema solare. Sono state suggerite alcune possibili spiegazioni fra le quali il calore radiogenico proveniente dal nucleo del pianeta, la dissociazione del metano in catene di idrocarburi sotto elevate pressioni atmosferiche, e i moti convettivi della bassa atmosfera che causano onde di gravità che si dissolvono sopra la tropopausa.

## Atmosfera
Ad alta quota, l'atmosfera di Nettuno è formata all'80% da idrogeno ed al 19% da elio, e tracce di metano. Notevoli bande di assorbimento del metano si trovano vicino alla lunghezza d'onda dei 600 nm nella parte rossa ed infrarossa dello spettro. Così come per Urano, quest'assorbimento della luce rossa da parte del metano atmosferico contribuisce a conferire a Nettuno il suo caratteristico colore azzurro intenso, sebbene il colore azzurro differisca dal più tenue acquamarina tipico di Urano. Dato che la quantità di metano contenuta nell'atmosfera di Nettuno è simile a quella di Urano, ci dev'essere qualche altra sostanza non conosciuta che contribuisca in modo determinante a conferire questa tonalità così intensa al pianeta.
L'atmosfera di Nettuno è suddivisa in due regioni principali: la bassa troposfera, dove la temperatura decresce con l'altitudine, e la stratosfera, dove la temperatura aumenta con l'altitudine; il confine fra le due, la tropopausa si trova a circa 0,1 bar. La stratosfera dunque è seguita dalla termosfera alla pressione inferiore a 10−4−10−5 µbar. L'atmosfera sfuma gradualmente verso l'esosfera.

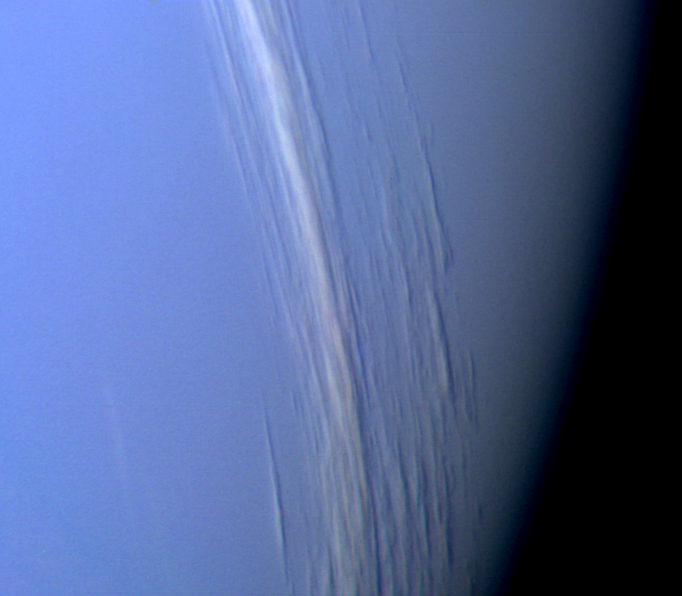
Una scia di nubi d'alta quota su Nettuno crea un'ombra sulla superficie di nubi sottostante

I modelli suggeriscono che la troposfera di Nettuno sia attraversata da nubi di varia composizione a seconda dell'altitudine. Il livello superiore di nubi si trova a pressioni inferiori a 1 bar dove la temperatura è adatta alla condensazione del metano. Con pressioni fra 1×105 bar si crede si formino nubi di ammoniaca e acido solfidrico; oltre i 5 bar di pressione, le nubi potrebbero essere costituite da ammoniaca, solfato d'ammonio ed acqua. Le nubi più profonde di ghiaccio d'acqua potrebbero formarsi a pressioni attorno ai 50 bar, dove la temperatura raggiunge gli 0 °C. Sotto ancora si potrebbero trovare delle nubi di ammoniaca e acido solfidrico.
Sono state osservate nubi d'alta quota su Nettuno che formano delle ombre sopra l'opaco manto nuvoloso sottostante. Ci sono anche delle bande di nubi d'alta quota che circondano il pianeta a latitudini costanti; queste bande disposte a circonferenza hanno degli spessori di 50-150 km e si trovano a circa 50-110 km sopra il manto nuvoloso sottostante.
Lo spettro di Nettuno suggerisce che i suoi strati atmosferici inferiori siano nebbiosi a causa della concentrazione di prodotti della fotolisi ultravioletta del metano, come etano e acetilene; l'atmosfera contiene anche tracce di monossido di carbonio e acido cianidrico. La stratosfera del pianeta è più tiepida di quella di Urano a causa dell'elevata concentrazione di idrocarburi.
Per ragioni ancora non conosciute la termosfera planetaria possiede una temperatura insolitamente alta, pari a circa 750 K. Il pianeta è troppo lontano dal Sole perché il calore sia generato dalla radiazione ultravioletta; una possibilità per spiegare il meccanismo di riscaldamento è l'interazione atmosferica fra ioni nel campo magnetico del pianeta. Un'altra possibile causa è data dalle onde di gravità dall'interno che si disperdono nell'atmosfera. La termosfera contiene tracce di diossido di carbonio ed acqua, che potrebbero provenire da sorgenti esterne, come meteoriti e polveri.

### Fenomeni meteorologici
Una differenza fra Nettuno e Urano che mostrò la sonda spaziale Voyager 2 fu il livello tipico di attività meteorologica. Quando la sonda sorvolò Urano, nel 1986, questo pianeta era visivamente privo di attività atmosferica, in contrasto, Nettuno mostrava notevoli fenomeni climatici durante il sorvolo della sonda, avvenuto nel 1989. Tuttavia, le osservazioni compiute su Urano nel corso del XXI secolo, quando questi entrò nella fase equinoziale, mostrarono un'attività atmosferica mai vista prima, rendendolo di fatto molto più simile a Nettuno rispetto a quanto si pensava in precedenza.

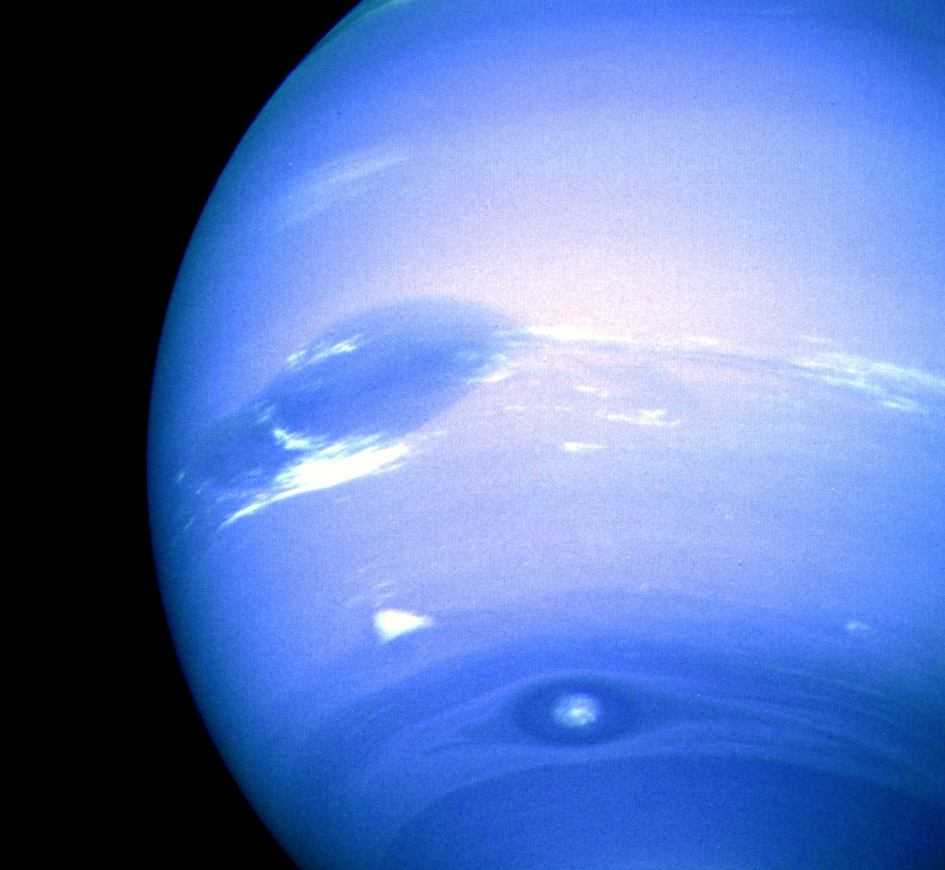
La Grande Macchia Scura (al centro), Scooter (la nube bianca in mezzo), e la Piccola Macchia Scura (in basso).

Il tempo meteorologico di Nettuno è caratterizzato da sistemi tempestosi estremamente dinamici, con venti che raggiungono la velocità supersonica di 600 m/s. Più tipicamente, tracciando il movimento delle nubi persistenti, la velocità del vento sembra variare dai 20 m/s in direzione est fino ai 235 m/s in direzione ovest. Sulla cima delle nubi, i venti predominanti variano in velocità dai 400 m/s lungo l'equatore ai 250 m/s sui poli. Molti dei venti di Nettuno si muovono in direzione opposta rispetto alla rotazione del pianeta. Il livello generale dei venti mostra una rotazione prograda alle alte latitudini e retrograda alle basse latitudini; si ritiene che la differenza della direzione dei flussi ventosi sia un effetto superficiale e non dovuto ad alcun processo atmosferico più profondo. A 70° S di latitudine, un getto ad alta velocità viaggia a 300 m s−1.
L'abbondanza di metano, etano e acetilene all'equatore di Nettuno è 10–100 volte superiore di quella dei poli; ciò è interpretato come un'evidenza della presenza di fenomeni di risalita all'equatore e di subsidenza verso i poli.
Nel 2007 fu scoperto che gli strati superiori della troposfera del polo sud di Nettuno erano di circa 10 °C più tiepidi che nel resto del pianeta, con una media di circa −200 °C. Il differenziale di calore è sufficiente per consentire al gas metano, che in altri punti si gela nell'alta atmosfera del pianeta, di essere espulso verso lo spazio. Il relativo "hot spot" è dovuto all'inclinazione dell'asse di Nettuno, che ha esposto il polo sud al Sole per l'ultimo quarto di anno nettuniano, pari a circa 40 anni terrestri; similmente a quanto avviene nella Terra, l'alternanza delle stagioni farà in modo che il polo esposto al Sole sarà in seguito il polo nord, causando così il riscaldamento e la successiva emissione di metano dall'atmosfera in quest'ultimo polo.
A causa del cambiamento stagionale, le bande di nubi dell'emisfero sud di Nettuno sono aumentate in dimensioni e albedo; questo processo fu osservato inizialmente nel 1980 e ci si aspetta che finirà attorno al 2020. Il lungo periodo orbitale di Nettuno causa un alternarsi stagionale in quarant'anni.

#### Tempeste

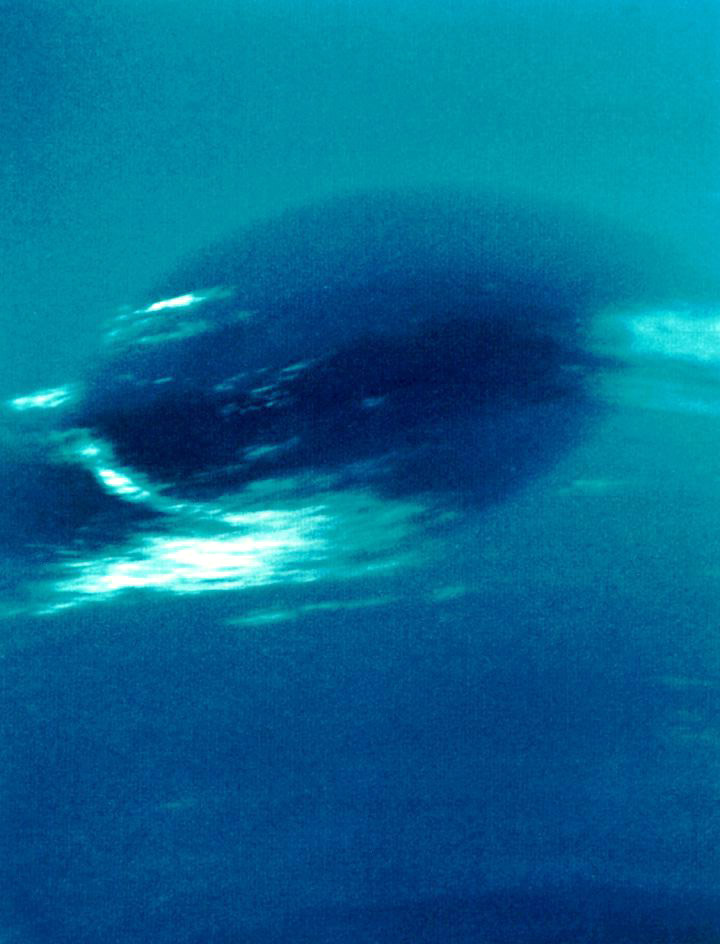
La Grande Macchia Scura vista dalla Voyager 2

Nel 1989 fu scoperta dalla sonda Voyager 2 la Grande Macchia Scura, un sistema di tempeste anticiclonico delle dimensioni di 13000 × 6600 km, La tempesta ricordava la Grande Macchia Rossa di Giove; tuttavia, il 2 novembre 1994, il Telescopio spaziale Hubble non riuscì ad osservare questa macchia scura sul pianeta. Al suo posto apparve una nuova tempesta simile alla Grande Macchia Scura nell'emisfero nord.
Lo "Scooter" è un'altra tempesta, una nube bianca posta più a sud della Grande Macchia Scura; il suo nome deriva dalla sua prima osservazione nel mese precedente al sorvolo della sonda Voyager 2, si muoveva più velocemente della Grande Macchia Scura. Immagini successive rivelarono nubi ancora più rapide. La Piccola Macchia Scura è invece una tempesta ciclonica meridionale, la seconda tempesta più potente osservata durante il transito del 1989; inizialmente era completamente scura, ma come la sonda si avvicinò, iniziò a mostrarsi una macchia più chiara, visibile in tutte le immagini ad alta risoluzione.
Si ritiene che le macchie scure di Nettuno siano posizionate nella troposfera ad altezze inferiori rispetto alle nubi più bianche e luminose del pianeta, così appaiono come buchi nello strato di nubi sovrastante; dal momento che sono strutture stabili che possono persistere per diversi mesi, si crede che possano essere strutture a vortice. Spesso nei pressi di queste strutture si trovano nubi di metano più brillanti e persistenti, che si formano presumibilmente all'altezza della tropopausa.
La persistenza di nubi compagne mostra che alcune macchie oscure continuano ad esistere come cicloni, sebbene non siano più visibili come punti scuri; le macchie scure potrebbero anche dissiparsi quando migrano troppo vicino all'equatore, o con altri meccanismi sconosciuti.

## Magnetosfera
Un'altra somiglianza fra Nettuno e Urano risiede nella magnetosfera, con un campo magnetico fortemente inclinato verso l'asse di rotazione di 47° e decentrato di almeno 0,55 raggi (circa 13 500 km) rispetto al nucleo fisico del pianeta. Prima dell'arrivo della sonda Voyager 2 su Nettuno, era stato ipotizzato che la magnetosfera inclinata di Urano fosse il risultato della sua rotazione obliqua; tuttavia, comparando i campi magnetici dei due pianeti, gli scienziati pensano che questa orientazione estrema potrebbe essere caratteristica dei flussi presenti all'interno dei pianeti. Questo campo potrebbe essere generato da convezioni del fluido interno in un involucro sferico sottile di liquido conduttore elettrico (probabilmente composto da ammoniaca, metano e acqua) che causano un'azione dinamo.
Il campo magnetico alla superficie equatoriale di Nettuno è stimato sui 1,42 μT, per un momento magnetico di 2,16×1017 Tm³. Il campo magnetico di Nettuno possiede una geometria complessa che include componenti non-dipolari, incluso un forte momento di quadrupolo che potrebbe superare in forza pure quello di dipolo. D'altra parte la Terra, Giove e Saturno hanno solo dei momenti di quadrupolo relativamente piccoli e i loro campi sono meno inclinati rispetto all'asse polare. Il grande momento di quadrupolo di Nettuno potrebbe essere il risultato del disallineamento dal centro del pianeta e dai vincoli geometrici del generatore della dinamo del campo.
Il bow shock di Nettuno, ossia il punto in cui la magnetosfera inizia a rallentare il vento solare, avviene alla distanza di 34,9 volte il raggio del pianeta; la magnetopausa, ossia il punto in cui la pressione della magnetosfera controbilancia il vento solare, si estende alla distanza di 23–26,5 volte il raggio di Nettuno. La coda della magnetosfera si estende all'esterno fino ad almeno 72 volte il raggio del pianeta e probabilmente molto oltre.

## Anelli planetari

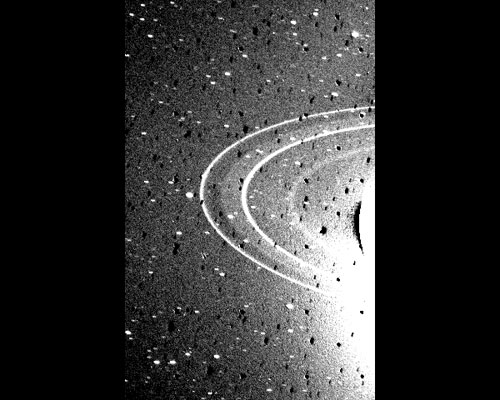
Gli anelli di Nettuno, visti dalla sonda Voyager 2 nel 1989

Nettuno ha un sistema di anelli planetari, uno dei più sottili del Sistema solare. Gli anelli potrebbero consistere di particelle legate con silicati o materiali composti da carbonio, che conferisce loro un colore tendente al rossastro. In aggiunta al sottile Anello Adams, a 63000 km dal centro del pianeta, si trova l'Anello Leverrier, a 53000 km, ed il suo più vasto e più debole Anello Galle, a 42000 km. Un'estensione più lontana di quest'ultimo anello è stata chiamata Lassell; è legata al suo bordo più esterno dall'Anello Arago, a 57000 km.
Il primo di questi anelli planetari fu scoperto nel 1968 da un gruppo di ricerca guidato da Edward Guinan, ma si era in seguito pensato che quest'anello potesse essere incompleto. Evidenze che l'anello avrebbe avuto delle interruzioni giunsero durante un'occultazione stellare nel 1984 quando gli anelli oscurarono una stella in immersione ma non in emersione. Immagini della sonda Voyager 2, prese nel 1989, mostrarono invece che gli anelli di Nettuno erano molteplici. Questi anelli hanno una struttura a gruppi, la cui causa non è ben compresa ma che potrebbe essere dovuta all'interazione gravitazionale con le piccole lune in orbita nei pressi.
L'anello più interno, Adams, contiene cinque archi maggiori chiamati Courage, Liberté, Egalité 1, Egalité 2 e Fraternité. L'esistenza degli archi è stata difficile da spiegare poiché le leggi del moto predirrebbero che gli archi verrebbero dispersi in un anello uniforme in una scala temporale molto breve. Gli astronomi ritengono che gli archi siano rinchiusi entro le loro forme attuali a causa degli effetti gravitazionali di Galatea, una luna posta all'interno dell'anello.
Osservazioni condotte dalla Terra annunciate nel 2005 sembravano mostrare che gli anelli di Nettuno siano molto più instabili di quanto in precedenza creduto. Immagini prese con i Telescopi Keck nel 2002 e 2003 mostrano un decadimento considerevole negli anelli quando vengono comparati con le immagini prese dalla Voyager 2. In particolare sembra che l'arco Liberté possa dissolversi entro la fine del XXI secolo.

## Satelliti naturali

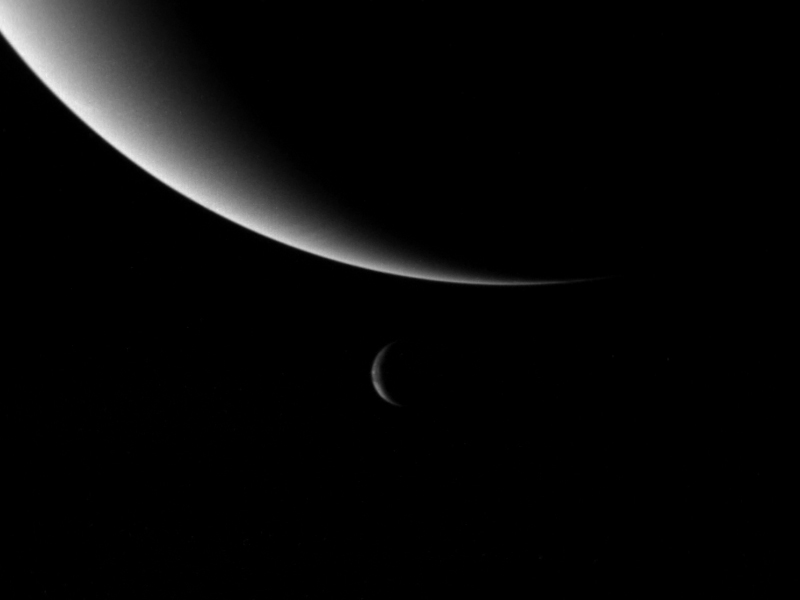
Le falci di Nettuno e Tritone, fotografate dalla Voyager 2 durante il suo allontanamento dal sistema nettuniano

Nettuno possiede sedici satelliti naturali conosciuti, il maggiore dei quali è Tritone; gli altri satelliti principali sono Nereide, Proteo e Larissa.
Tritone è l'unico satellite di Nettuno che possiede una forma ellissoidale; fu individuato per la prima volta dall'astronomo William Lassell appena 17 giorni dopo la scoperta del pianeta madre. Orbita in direzione retrograda rispetto a Nettuno, a differenza di tutti gli altri satelliti principali del sistema solare; è in rotazione sincrona con Nettuno e la sua orbita è in decadimento costante.
A parte Tritone il satellite più interessante è Nereide, la cui orbita è la più eccentrica dell'intero sistema solare.
Fra il luglio ed il settembre 1989 la sonda statunitense Voyager 2 ha individuato sei nuovi satelliti fra i quali spicca Proteo, le cui dimensioni sarebbero quasi sufficienti a conferirgli una forma sferoidale. È il secondo satellite del sistema di Nettuno, pur con una massa pari ad appena lo 0,25% di quella di Tritone.
Una nuova serie di scoperte è stata annunciata nel 2004 e si tratta di satelliti minori e fortemente irregolari.
Nel luglio del 2013 Mark Showalter scopre il 14º satellite, denominato Ippocampo, da immagini ottenute dal telescopio spaziale Hubble tra il 2004 e il 2009. Due piccoli nuovi satelliti sono stati annunciati nel 2024 da Scott S. Sheppard e colleghi in base a osservazioni del 2021 col telescopio Subaru dall'Mauna Kea, alle Hawaii.

### Generali
- Anelli di Nettuno
- Atmosfera di Nettuno
  - Grande Macchia Scura
  - Piccola Macchia Scura
  - Scooter
- Magnetosfera di Nettuno
- Formazione di Nettuno
- Nettuno nella fantascienza
- Osservazione di Nettuno
- Parametri orbitali di Nettuno
- Sistema di Nettuno
- Struttura interna di Nettuno

### Sui satelliti
- Satelliti naturali di Nettuno

### Sull'esplorazione
- Esplorazione di Nettuno
- Voyager 2